# Катрине Холст
Катрине Холст (нор. Cathrine Holst; Боде, 10. фебруар 1974) норвешки је социолог. Она је професорка на Катедри за социологију и антропогеографију Универзитета у Ослу (УО) и виша истраживачица Центра за европска истраживања „АРЕНА“ при УО.
„Ауторка је више студија о савременом феминизму и уредница Новог норвешког часописа. Важи за једну од најугледнијих интелектуалки у Норвешкој и запажена је учесница у јавним расправама у својој земљи.“